# Gaston Wuylens
Gaston Wuylens is een Belgisch voormalig bowler.

## Levensloop
Wuylens behoorde tot het 'team of six' (voorts samengesteld uit N. Wuylens, Edmund Clauws, Leon Van Osmael, J. Recoules en F. Jochmans) dat brons won op de Europese kampioenschappen van 1965 te Birmingham.